# Pemmikan-Krieg
Der Pemmikan-Krieg (englisch Pemmican War) war eine Auseinandersetzung zwischen Hudson’s Bay Company und North West Company. Sie wurde 1815 bis 1820 hauptsächlich in der Red-River-Kolonie auf dem Gebiet der heutigen kanadischen Provinzen Manitoba und Saskatchewan ausgetragen.

## Hintergrund

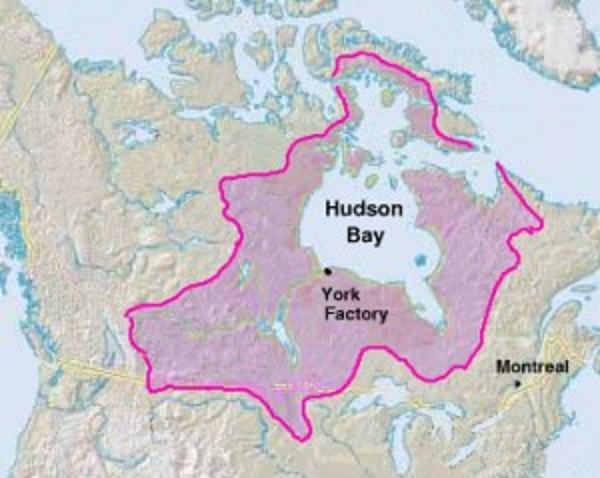
Ruperts Land

Hudson’s Bay Company (HBC) und North West Company (NWC) lebten fast ausschließlich vom Fellhandel, die wesentlich ältere HBC basierend auf einem Fellhandels-Monopol der englischen Krone für Ruperts Land, die NWC handelte im übrigen nordwestlichen Teil des heutigen Kanada. Hierzu bezogen sie große Mengen Pemmikan, der aus Büffelfleisch hergestellt wird und von den Felljägern im nahrungsarmen Norden in großen Mengen benötigt wurde, als Handelsgut. Der Pemmikan wurde im nördlichsten Teil der amerikanischen Prärie beschafft, heute die südlichen Teile von Manitoba, Saskatchewan und Alberta sowie North Dakota und nördliche Teile von South Dakota und Minnesota.
Die NWC hatte ihren Hauptsitz in Montreal und war dementsprechend frankophon. Ihr Hauptlieferant für Pemmikan war die ebenfalls (hauptsächlich) frankophone Mischethnie der Métis, die ihr Hauptsiedlungsgebiet am Zusammenfluss des Assiniboine und des Red River (The Forks) hatte. Dieses Gebiet gehörte aber zu Ruperts Land, dem Gebiet des Fellhandelsmonopols der HBC, auch wenn in The Forks kein Fell, sondern eben Pemmikan gehandelt wurde.
In Schottland wurden seit Ende des 18. Jahrhunderts im Zuge der Einführung großflächiger Schafzucht viele Bauern aus den High- und Lowlands vertrieben (siehe Highland Clearances). 1809 kaufte sich deshalb Lord Selkirk mit zwei weiteren Schotten in die HBC ein, um den Bauern in den Gebieten der Company neue Siedlungsmöglichkeiten zu eröffnen.
Weiterhin hatten beide Fellhandels-Gesellschaften durch die Blockade der Handelswege nach Europa während der napoleonischen Kontinentalsperre von 1806 bis 1813 erhebliche Verluste erlitten und standen so unter verstärktem wirtschaftlichem Druck.

## Hergang

Fort Douglas in einer Zeichnung Lord Selkirks von 1817

1811 beschloss die HBC auf Betreiben Selkirks die Gründung der Red-River-Kolonie in der nördlichen Prärie. Sie sollte aber nicht nur den schottischen Neusiedlern zugutekommen, sondern war auch ein einigermaßen offensichtlicher Versuch, die im östlich gelegenen Montreal ansässige NWC von ihren Versorgungsgebieten für den Pemmikan abzuschneiden und deren Lieferanten, die Métis, zu verdrängen. Folgerichtig wurde die erste Besiedlung dann bei The Forks geplant, dem Zentrum des Siedlungsgebietes der Métis. 1812 wurde dort der Handelsposten Fort Douglas unter Verwalter Miles Macdonell erbaut und die ersten schottischen Siedler ließen sich nieder.
Im Frühjahr 1813 kam es unter den Neusiedlern zu Lebensmittelknappheit und Macdonell verbot die Ausfuhr jeglicher Lebensmittel aus der neuen Kolonie, die sogenannte Pemmican Proclamation, und damit auch den traditionellen Verkauf von Pemmikan durch die Métis an die NWC. Diese war darüber naturgemäß wenig erfreut und brannte Fort Douglas mitsamt den umliegenden Gebäuden nieder. Der Posten wurde wieder aufgebaut, aber es kam immer wieder zu Auseinandersetzungen. 1816 entsandte Selkirk den neuen Verwalter Robert Semple mit einer Verfügung, die zur Einstellung der Kämpfe und damit der Anerkennung der Verwaltungsmacht der HBC aufforderte. Semple eroberte Fort Gibraltar, den Handelsposten der NWC an The Forks. Bei dem Versuch einer Gruppe von NWC-Mitarbeitern unter Cuthbert Grant, The Forks auf dem Landweg zu umgehen, kam es zur Schlacht bei Seven Oaks. Fort Douglas wurde ein zweites Mal zerstört und die Neusiedler vertrieben, Semple und 20 seiner Leute kamen in der Schlacht ums Leben.
Selkirk ließ daraufhin 100 Soldaten entsenden, die bis 1819 Frieden am Red River herstellen konnten. Kleinere Auseinandersetzungen in den Fellhandels-Gebieten am Lake Athabasca zogen sich noch bis 1820 hin (s. a. Colin Robertson).

## Nachspiel
Selkirk hatte sein gesamtes Vermögen verspielt und starb 1820 im Alter von 49 Jahren. Beide Unternehmen waren nach 1819 finanziell stark angeschlagen; 1821 fusionierten sie und gingen damit weiteren Konkurrenzkämpfen aus dem Weg. Zum Teil wird, was offiziell Fusion (merger) genannt wurde, als Übernahme seitens der HBC bezeichnet, deren Name beibehalten wurde. Aus dieser Sicht hat die HBC im Pemmikan-Krieg den Sieg davongetragen, wenn auch teuer bezahlt.
Die Gebiete der beiden Fellhandelsmonopole wurden im fusionierten Unternehmen als Nordwest-Territorien zusammengefasst. 1869 erwarb das zwei Jahre zuvor gegründete Canadian Dominion die Gebiete von der HBC, zahlreiche Provinzen und Territorien wurden von diesem Gebiet, das zwei Drittel des heutigen Kanada ausmacht, abgespalten, zuletzt Nunavut 1999.
An The Forks siedelten sich trotz des Friedens nur wenige Schotten an, die aber einvernehmlich mit den Métis lebten, die nun den Pemmikan für die vereinigten Fellhändler lieferten. Ein halbes Jahrhundert später kämpften Schotten und Métis gemeinsam in der Red-River-Rebellion für die neue Provinz Manitoba, von der die Métis aber wegen der zurückgehenden Büffelbestände, denen sie nach Westen in das heutige Saskatchewan folgten, kaum profitieren konnten.

## Historische Einordnung
Die Schlacht bei Seven Oaks gilt als einendes Ereignis für die Métis, die später in der Red-River- und der Nordwest-Rebellion unter ihrem Anführer Louis Riel für eine eigene Provinz kämpften, letztlich aber damit scheiterten. Auch ist der Pemmikan-Krieg die erste kriegerische Auseinandersetzung, bei der die unterschiedlichen Einstellungen von Franko- und Anglo-Kanadiern zu den Métis hervortraten. Erst seit den 1980er Jahren setzt sich in Kanada eine gemeinsame, neutralere historische Betrachtung des Pemmikan-Kriegs und der beiden Rebellionen unter den beiden Hauptsprachgruppen des Landes durch.